# 鲁什登钻石足球俱乐部
魯斯頓鑽石足球會（Rushden & Diamonds F.C.）是位於英格蘭北安普敦郡伊斯灵堡（Irthlingborough）的職業足球俱樂部，於1992年由兩支勢不兩立的球隊「鲁什登城」（Rushden Town）及「伊斯灵堡钻石」（Irthlingborough Diamonds）合併而成，曾於2000年代初短期升上英格蘭足球聯賽。球隊綽號「鑽石」（Diamonds），以尼利公園球場（Nene Park）作為主場。魯斯頓鑽石在完成2010－11年英格蘭足球全國聯賽後，球會因不穩定的財務狀況於2011年6月11日被驅逐出全國聯賽，隨後球會財政問題無法解決導致解散，本地球迷經過商議自發性組成另一支球隊AFC魯斯頓鑽石（AFC Rushden & Diamonds）作為魯斯頓鑽石的繼任者。，目前於英格蘭北部超級聯賽甲組中角逐。

## 敵對球隊

### 凱特靈
魯斯頓鑽石的主要敵對球隊是凱特靈，兩隊曾經對陣12場，全部是英格蘭足球議會全國聯賽的比賽。首場競爭性比賽於1996/97年舉行，魯斯頓鑽石以1-0取勝。兩會繼續在同級比賽了五季，於2001年魯斯頓鑽石獲得升班到英格蘭足球聯賽，而同季凱特靈則降班到英格蘭足球南部聯賽。經過七年西線無戰事，2008年魯斯頓鑽石降班而凱特靈剛從議會北部聯賽升班返回議會全國聯賽，再度狹路相逢。兩會的對賽紀錄是魯斯頓鑽石一面倒遠勝對手，12戰取得7勝4和1負，射入20球而僅失6球。
兩會的球迷敵視態度極為激烈，2005年的一場季前友誼賽，兩枚照明彈被擲進球場草坪。在另一場於懺悔日（Shrove Tuesday，大齋首日前一天）在罗丁汉姆路球场（Rockingham Road）舉行的比賽，魯斯頓鑽石的球迷被敵對球迷擲雞蛋及麵粉。而在2009年4月於尼利公園舉行的比賽，一枚照明彈由魯斯頓鑽石球迷佔據的看台擲向草坪，賽前已有7名球迷被警方拘捕，而警方更出動多達60人應付這場比賽。
兩隊的對賽成績如下：
| 賽 | 魯斯頓鑽石勝 | 和 | 凱特靈勝 |
| -- | ------------ | -- | -------- |
| 14 | 8            | 5  | 1        |

### 其他
魯斯頓鑽石亦與諾咸頓、彼德堡及盧頓建立敵對關係，三者中以與諾咸頓最激烈，包括一場著名的勝仗，魯斯頓鑽石從落後1-2到最終憑比利·夏普（Billy Sharp）的末段入球反勝3-2。自魯斯頓鑽石從英格蘭足球聯賽降班後，這些敵對關係由於缺乏競賽而逐漸減退，但盧頓於2008/09年球季降班後，重新點燃兩隊的敵對關係，2009年10月31日魯斯頓鑽石錄得歷來首勝盧頓的紀錄。

## 榮譽
- 英格蘭足球丙組聯賽 
  - 冠軍：2002/03年；
  - 附加賽亞軍：2001/02年；

- 英格蘭足球議會全國聯賽
  - 冠軍：2000/01年；

- 英格蘭足球南部聯賽超聯組
  - 冠軍：1995/96年；

- 英格蘭足球南部聯賽中部組
  - 冠軍：1993/94年；

- 英格蘭足球議會聯賽盃
  - 亞軍：2008年；

## 著名球員
- （David Bell）
- 比利·夏普（Billy Sharp）
- （Caleb Folan）
- 西米恩·杰克遜（Simeon Jackson）

## 外部連結
- Rushden & Diamonds official website
- Stats from Rushden & Diamonds Football League days （页面存档备份，存于）